# Mariah Buzolin
Mariah Buzolin Oliveira (Campinas, São Paulo, Brasil em 03 de Fevereiro de 1991) antigamente conhecida como Mariah Moore mas atualmente como Mariah Buzolin é uma atriz brasileira. Ela é mais conhecida por seu papel como Maya Mercado em All My Children, e como Zoe Mendez na ABC Family na série Jane by Design.

## Vida
Ela nasceu em Campinas, São Paulo, Brasil em 03 de Fevereiro de 1991. Ela é a filha mais nova de dois. Seus pais deram o nome de Mariah Buzolin Oliveira, mas às vezes ela creditada como Mariah Moore em vários filmes. Com a idade de seis anos, ela mudou-se para Chicago, Estados Unidos com sua família, onde, em menos de três meses, ela era fluente na Língua inglesa.

## Carreira
Em 2003, suas primeiras oportunidades profissionais começaram a aparecer quando ela ganhou um concurso de moda, concorrendo com centenas de outras meninas em todo o país. Ela se mudou para Los Angeles em 2006, após obter a atenção de vários agentes e agências. Ela começou sua carreira de atriz em 2007, quando ela encenou Sara em Fallout e também encenou Mary em The Faithful ao lado da estrela de Aliens in the Attic, Austin Butler. Ela também teve aparição na série da Nickelodeon Zoey 101 como Brooke Margolin. Em 2009, ela encenou Beth em um filme de comédia para crianças americanas, o Hotel for Dogs ao lado de Emma Roberts e Jake T. Austin. Ela ficou conhecida por seu papel como Angelina na série do Disney Channel, Jonas L.A..
Em 2012, ela estrelou na Nickelodeon, o Hollywood Heights e encenou Zoe Mendez em Jane By Design.

## Filmografia
| Ano  | Título           | Papel   | Notas      |
| ---- | ---------------- | ------- | ---------- |
| 2007 | Fallout          | Sara    | Short film |
| 2007 | The Faithful     | Mary    | Short film |
| 2009 | Hotel for Dogs   | Beth    |            |
| 2011 | Christmas Spirit | Allison | TV film    |

| Ano  | Título               | Papel           | Notas                             |
| ---- | -------------------- | --------------- | --------------------------------- |
| 2008 | Zoey 101             | Brooke Margolin | Episódio: "Quinn Misses the Mark" |
| 2009 | JONAS                | Angelina        | Episódio: "That Ding You Do"      |
| 2010 | Lie to Me            | Ashley          | Episódio: "The Royal We"          |
| 2010 | Glory Daze           | Co-Ed           | Episódio: "Pilot"                 |
| 2011 | All My Children      | Maya Mercado    | 46 episódios                      |
| 2011 | CSI: NY              | Annie           | Episódio: "Get Me Out of Here!"   |
| 2012 | Jane by Design       | Zoe Mendez      | 7 episódios                       |
| 2012 | Hollywood Heights    | Nicole          | Episódio: "Max Confronts Chloe"   |
| 2012 | Beauty and the Beast | Daphne          | Episódio: "Worth"                 |
| 2015 | Jane the Virgin      | Stephanie       | 1 episódio                        |
| 2016 | Girl Meets World     | Adult Riley     | Episódio: Girl Meets Bay Window   |